# Камбарское болото
Камба́рское боло́то — комплексный памятник природы республиканского значения в Удмуртии. Расположен на восточной окраине города Камбарка Камбарского района. Относится к Камбарскому лесничеству Камбарского лесхоза.
Площадь заповедной территории составляет 6,94 га. Представляет собой небольшое болото, на котором произрастают клюква мелкоплодная, а также такие редкие виды, занесённые в Красную книгу Удмуртии, такие как: ива лапландская, осока топяная, щавель прибрежный, росянка английская.